# Aeroporto Internacional Palonegro
O Aeroporto Internacional Palonegro (em castelhano:  Aeropuerto Internacional Palonegro) (IATA: BGA, ICAO: SKBG) é um aeroporto colombiano localizado no morro de Palonegro no município de Lebrija, mas que serve a cidade de Bucaramanga, no departamento de Santander.

## Companhias Aéreas e Destinos
| Companhias                       | Cidades                                                                                     | Aliança       |
| -------------------------------- | ------------------------------------------------------------------------------------------- | ------------- |
| Avianca 4 destinos               | Domésticos (4): Bogotá / Cáli / Medellín / Ilha de San Andrés                               | Star Alliance |
| Copa Airlines Colômbia 1 destino | Internacional (1): Cidade do Panamá                                                         | Star Alliance |
| EasyFly 7 destinos               | Domésticos (7): Arauca /Barranquilla / Cartagena / Cúcuta / Medellín-EOH / Medellín / Yopal | N/A           |
| LATAM Colômbia 1 destino         | Doméstico (1): Bogotá                                                                       | Oneworld      |
| Satena 1 destino                 | Doméstico (1): Saravena                                                                     | N/A           |
| Viva Colômbia 2 destinos         | Domésticos (2): Bogotá / Ilha de San Andrés                                                 | N/A           |